# Манлихер М1901
Манлихер М1901, аустријски полуаутоматски пиштољ с почетка 20. века. Коришћен је као лично оружје у Првом светском рату.

## Карактеристике
Полуаутоматски пиштољ Манлихер М1901 је радио на принципу трзања затварача. Укупне масе око 940 г и калибра 7,63 мм, пунио се оквиром са 8 метака. Почетна брзина метка износила је око 312 м/с.

## Спољашњи извори
- Mannlicher Model 1901 & 1905 Pistols
- Minute of Mae: Argentine Mannlicher 1905
- History of WWI Primer 041: Austro-Hungarian Mannlicher 1905 Documentary